# クヴェードリンブルク祭具盗難事件

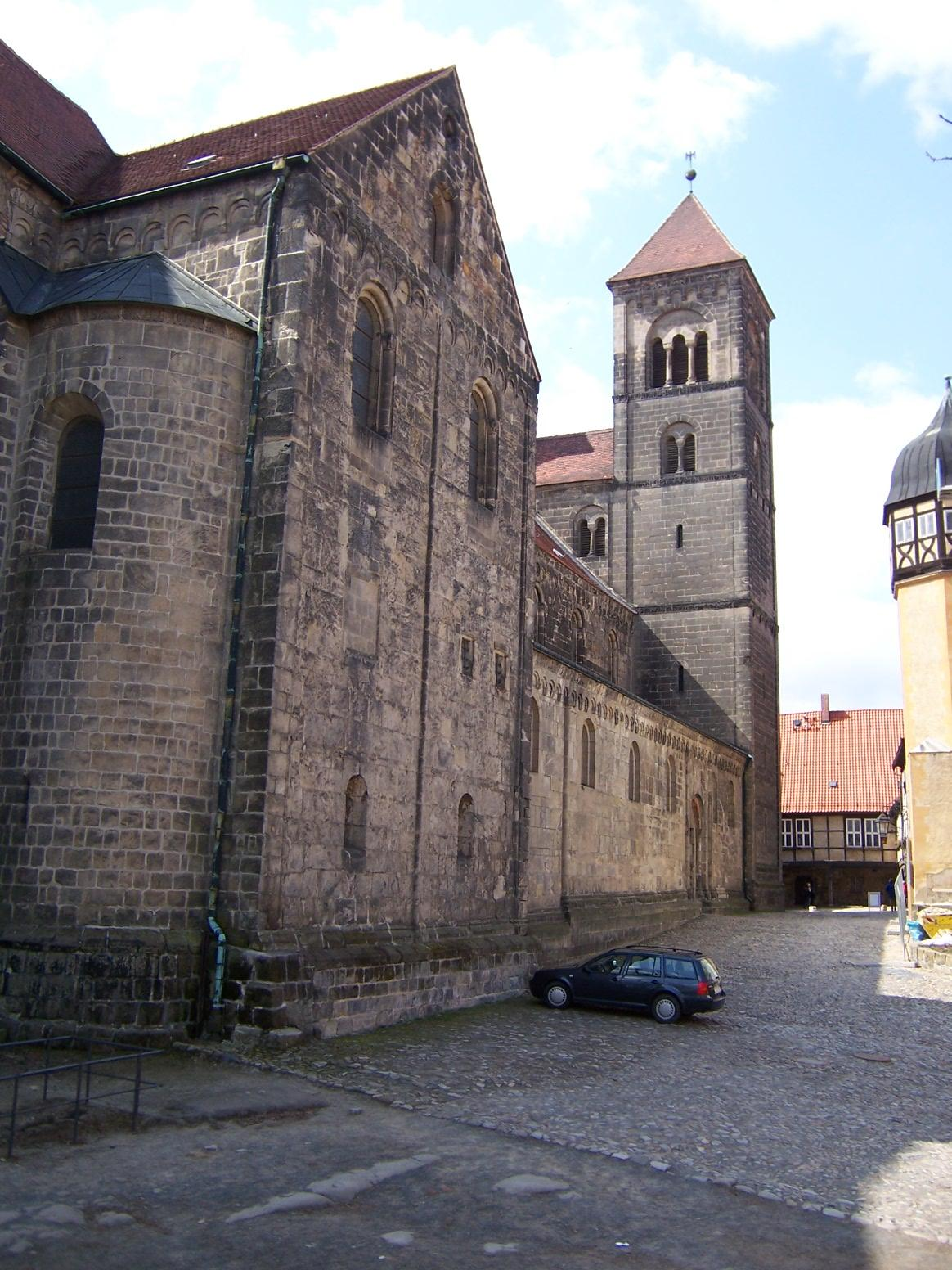
クヴェードリンブルク修道院の旧礼拝堂。現在はルター派の聖セルファース教会(Lutheran Church of St. Servatius)。

クヴェードリンブルク祭具盗難事件は、第二次世界大戦終結直前に発生した窃盗事件である。
1945年に、ドイツ本土で戦っていたアメリカ陸軍部隊は、ドイツのクヴェードリンブルク近郊にて多くの祭具や書物などが保管されているのを発見した。これらは窃盗を防ぐべく厳しい監視下に置かれたが、それにも関わらず非常に貴重な8つの品物が紛失した。紛失した品の中には、9世紀の装飾福音書写本「サムエル福音書」（Samuhel Evangeliar）と福音書用の宝石装飾付ブックカバー、聖遺物箱、儀式用の象牙の櫛などが含まれていた。クヴェードリンブルクに最も関係の深い、5世紀に書かれた福音書「クヴェードリンブルク・イタラ断章」（Quedlinburg Itala fragment）もかつて街の教会に保管されていたが、先立ってベルリンの博物館に移されていた為に盗難を免れた。
紛失した品の捜索は1987年にようやく開始された。犯人のジョー・トム・ミーダー中尉（Joe Tom Meador）は、事件当時クヴェードリンブルクに進駐していたアメリカ軍人の1人だった。その後、既に故人となっていたミーダー中尉の遺族が関わるいくつかの交渉と訴訟を経て、これらの品はクヴェードリンブルクに返還された。

## 事件の概要
クヴェードリンブルク修道院は、元々は936年にオットー大帝が父ハインリヒ1世を追悼する為に作らせた私有教会であった。その後の数世紀に渡って、修道院には皇帝一家が寄付した様々な貴重品のコレクションが貯めこまれていった。宗教改革の後にはルター派の聖セルファース教会（Lutheran Church of St. Servatius）となる。
第二次世界大戦中、これらのコレクションは窃盗や戦災を避けるべく街の南西にある坑道に移された。1945年4月19日、前進中だったアメリカ陸軍第87機甲野戦砲兵大隊（87th Armored Field Artillery Battalion）が坑道とコレクションを発見し、監視下に置く。そして6月には教会当局が8つの品物が紛失している旨を訴え出た。ところがアメリカ軍の捜査はずさんなもので、さらに1949年にはクヴェードリンブルクを領土に含むドイツ民主共和国（東ドイツ）の建国が迫っていた事もあり紛失事件そのものが抹消された。

### ジョー・ミーダー
1916年、ジョー・トム・ミーダーはアーカンソー州アーカデルフィアにて、4人兄弟の末子として生を受けた。ミーダーが1歳のときに一家はテキサス州ホワイトワイトに移り、父は工具や農機具の販売を手掛けるミーダー社（Meador Inc.）を創業した。1938年、ミーダーは北テキサス大学にて美術学科の学士号（bachelor of arts）を得る。卒業後はフランスのビアリッツに移り、さらに美術について学んだ。彼が美術に強い関心を抱いていた背景には、結婚するまでワシタ・バプテスト大学で美術学科の教員を務めていた母の影響があったとも言われている。1941年、ミーダーは真珠湾攻撃の2日後に陸軍への入隊を果たす。第87機甲野戦砲兵大隊に配属されたミーダーはノルマンディー侵攻に参加した後、フランスからドイツに至る戦線各地で戦った。彼は部隊前方で砲撃目標を観測する観測班の一員として勤務していた。
1945年4月19日、クヴェードリンブルクに到達した第87大隊は武器弾薬や無線機等が隠匿されていないか調査するための小部隊3個を編成し、ミーダー中尉もこの内の1つに配属された。記録によれば、ある酔った兵士が道を誤った折、坑道に隠されていたコレクションを発見したとされている。大隊はこれらを「ナチによる略奪品」と判断し、監視下に置いた。美術品について十分な教育を受けていたミーダーは、他の将兵よりもコレクションの価値を正しく把握していた。
何人かの兵士は、ミーダーが坑道に入った後に早足で立ち去るのを見たと証言している。彼はホワイトワイトの家族へ宛てた郵便物の中に、盗み出した品を紛れ込ませていたという。
ミーダーは終戦後の1946年に陸軍を除隊し、テキサス州ニューロンドンの学校に美術科教師として採用された。父が病気に倒れるとホワイトワイトの実家に戻り、兄ジャックとともにミーダー社の経営者となった。そのほか、ミーダーは自宅の裏に温室を3棟建て、蘭の栽培を行っていた。1960年に地元新聞が取材した際には、129品種6200株以上の蘭を栽培していた。地元の隣人や友人たちによれば、かつてのミーダーは友好的な青年だったが、復員後は秘密主義的かつ孤立しがちで、まるで別人のようだったという。
ミーダーの自宅には多数の骨董品や敷物、絵画などが飾られていたという。1980年2月1日、ミーダーはホワイトワイトの老人介護施設にて癌により死去した。

## 売却と訴訟
ミーダーはしばしば周囲に「終戦間際にヨーロッパで手に入れた」と称する美術品を自慢していたが、少なくとも彼自身は売却を試みた事はなかった。1980年2月1日、彼は癌で死去したが、遺書には祭具に関する言及がなかった。
ジョー・ミーダーの死後、姉ジェーン・ミーダーと兄ジャック・ミーダーは、サムエル福音書をオークションに掛けた。これはベルリンに拠点を置き、ドイツへの美術品等送還を行なっている国家文化財団(Cultural Foundation of the States)が300万ドルで落札した。この取引が成されたのは1990年5月9日の事であった。しかし、1990年6月18日にはサムエル福音書売却のニュースを受けて、米連邦地裁がクヴェードリンブルク修道院を代行する形で民事訴訟を起こした。その後、長い交渉を経てミーダー家は275万ドルないし100万ドルを支払ってサムエル福音書を買い戻し、また全ての祭具を返還することで合意した。
1996年1月4日、米連邦政府は「受け取り、所持、隠匿、保管、交換、販売、処分の為の共謀、および共謀による受け取り、所持、隠匿、保管、交換、売却」(conspiring to receive, possess, conceal, store, barter, sell and dispose of stolen goods and for receiving, possessing, concealing, storing, bartering, selling and disposing of stolen goods.)なる訴因に基づきジェーンとジャック、および担当弁護士のジョン・トリギアンを起訴した。しかし1996年10月22日、連邦地裁は時効成立を理由にこの訴えを却下した。
その後、内国歳入庁(IRS)は調査の後、税金、罰金、金利等あわせて5000万ドルの支払いを命じた。2000年4月20日、IRSとミーダー家は135,000ドルの支払いにより和解した。